# 海豹部隊

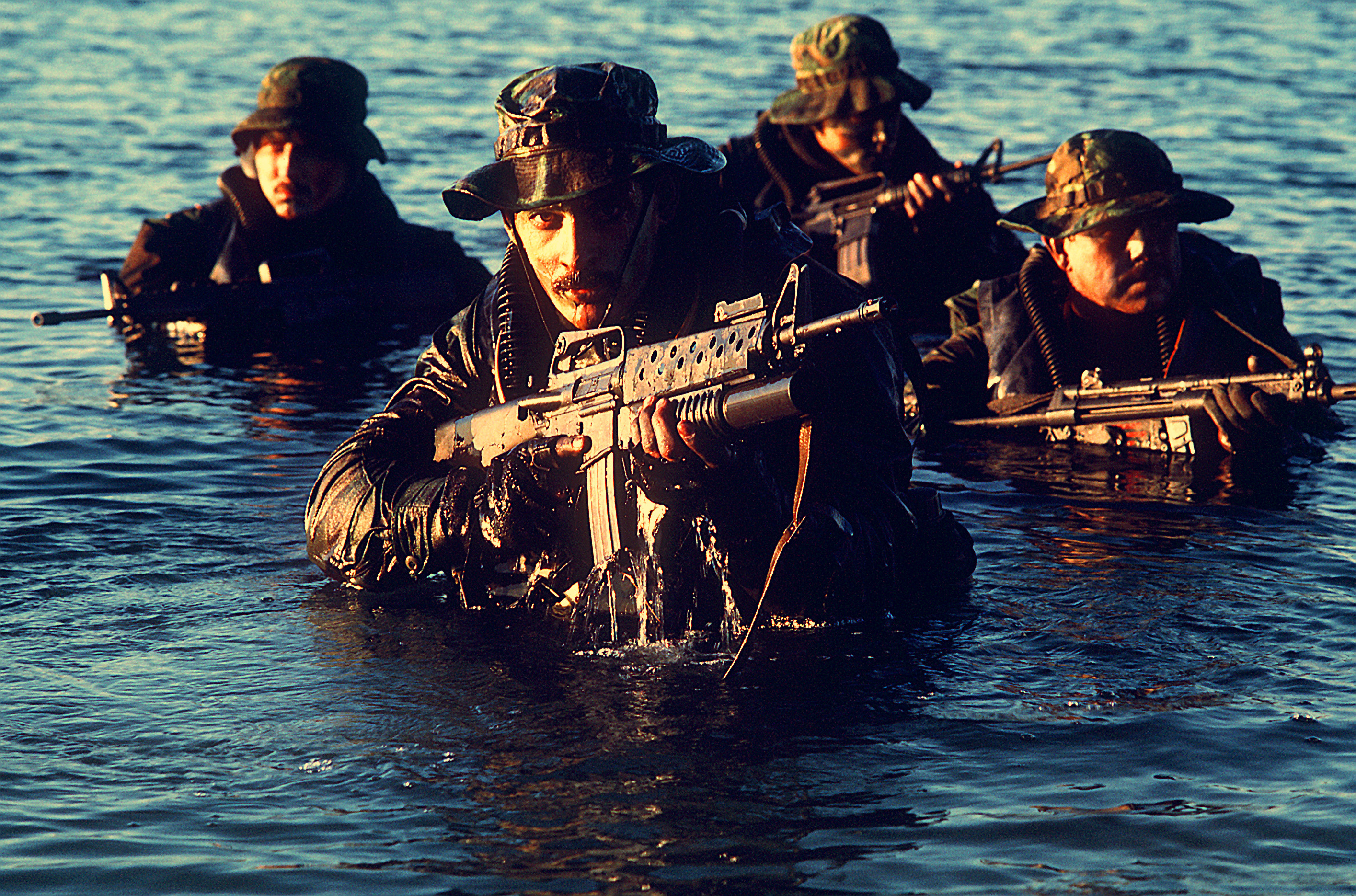
在戰術登陸訓練中自海中浮出水面的海軍三棲特戰隊隊員。

美國海軍三棲特戰隊（英語：United States Navy Sea, Air and Land Teams），一般稱作海豹部隊或美国海空陆三棲特戰隊，是直屬美國海軍的一支特種部隊，亦是世界知名的特種三棲部隊，主要任務包括：非常規戰爭、國內外防禦、直接行動、反恐行動、特殊偵查任務五項。要成為一個三棲特戰隊成員，甄選者必須得先通過基础水下爆破訓練（Basic Underwater Demolition/SEAL，BUD/S）以及專業的三棲資格訓練（SEAL Qualification Training，SQT），最後才能佩帶予顯示三棲特戰隊的佩章。三棲特戰隊為了與支持他們的單位相吻合，成員們須穿著戰鬥服的修改版本，例如在三棲特戰隊參與越南戰爭時期，穿著的是類似老虎斑纹的迷彩服，當隊員們易服執行巡邏任務時，經常穿著與平民們一樣的藍色牛仔褲和珊瑚藍高筒帆布鞋。

## 歷史

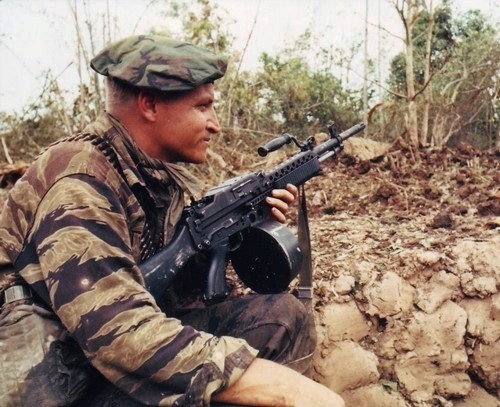
越南戰爭中的海豹部隊隊員

美國海軍三棲特戰隊起源於第二次世界大戰時，美國海軍認識到需要登陸海灘偵察兵，標示障礙物和敵人的防禦，並最終引導登陸部隊進入。其結果是於1942年由美國陸軍和美國海軍在佛羅里達州皮爾斯堡設立兩棲偵察兵與突襲兵學校。它的目的是要從陸軍和海軍陸戰隊中培養爆炸物處理人員和經驗豐富的戰鬥游泳人員，成為一個特別的單位「海軍作戰爆破隊」（Navy Combat Demolition Units，NCDUs），也就是大家知道的蛙人。
海軍作戰爆破隊首次參戰是在1942年入侵北非的火炬行動。到1943年，兩棲偵察兵和突襲兵學校課程已經擴大到包括水下爆破。1943年11月塔拉瓦戰役當近海的珊瑚礁和海中其他障礙物造成許多美國海軍陸戰隊淹死或因為他們的登陸艇無法到達海灘，而被敵人的炮火打死。海軍少將Richard Turner下令組成九支水下爆破隊（Underwater Demolition Teams），主要組成人員來自海軍工兵營（Seabees）。這些志願者被分為特別小組，並負責在部隊兩棲登陸上岸時偵察及清理海灘上的障礙物，成為戰鬥游泳偵察部隊，演變成為海軍水下爆破隊。而美國海軍水中爆破大隊-UDT日後也成為了現代三棲特戰隊的前身。

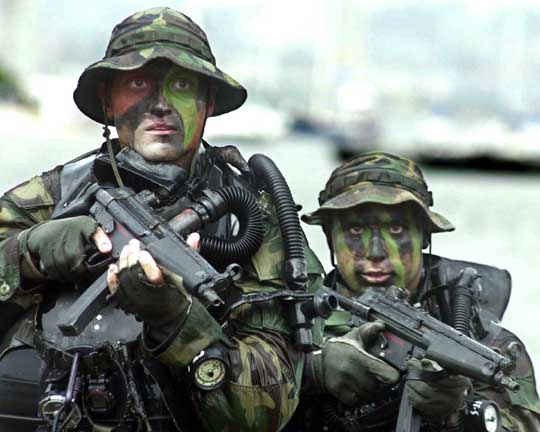
進行水中訓練的三棲特戰隊

1961年5月25日，美國總統約翰·甘迺迪與國會談話中，批准了三棲特戰隊的成立。1961年12月，海軍上將Arleigh Burke批准三棲特戰隊的行動，1962年元旦，三棲特戰隊正式成立，分為兩隊伍：第一隊伍任務委任於太平洋艦隊；第二隊伍任務委任於大西洋艦隊。
這兩支隊伍一開始主要是被開發來執行非常規戰爭、反游擊戰以及秘密行動，活動範圍主要是清水以及濁水的環境。在1963年越戰首度派遣時，組成人員來自於三棲特戰隊第一隊伍，他們被派遣駐紮在越南峴港市，而他們則是聽令於中央情报局的指揮。1964年，海豹部隊由越南戰區部隊中的CINC（Commander-in-Chief）所管轄。1967年，決策者越來越意識到特別行動的需要，於是將海軍作戰支援大隊（Naval Operations Support Groups）重新命名為「海軍特戰大隊
」（Naval Special Warfare Groups，NSWGs）。1983年，現存的UDT重新命名為「三棲輸送艇小隊」（SEAL Delivery Vehicle Team），而水文偵查以及水中爆破就成了知名的「三棲任務」。1987年，三棲特戰第六分隊改名為美國海軍特種作戰開發組（Development Group，DEVGRU）。1987年4月，海軍特戰司令部委任於加州聖地牙哥的海軍兩棲基地，而職責是要替海軍特戰部隊分派任務以及擬定戰略及政策。2002年持久自由軍事行動位於菲律賓時，三棲特戰隊也被包含在刺殺阿布沙耶夫首領的行動中。2002年3月，三棲特戰隊也有參與阿富汗戰爭森蚺行動中。2003年的美伊戰爭也是一樣。2011年5月1日美國海軍特種作戰開發組參與了美國在巴基斯坦的軍事任務行動，成功將蓋達組織首腦賓拉登擊斃。
2011年8月6日凌晨，美軍直升機在阿富汗突擊塔利班指揮官駐所時，被塔利班民兵以火箭砲擊落，有30名美軍和7個阿富汗政府軍身亡，其中22人是三棲特戰隊成員，同樣屬於2011年5月1日狙殺賓拉登的第六隊。原美军中央司令部副司令、新任驻阿富汗美军最高指挥官约翰·艾伦（John Allen）在五角大楼对记者说，“大约在8月8日午夜，驻阿富汗联军击毙了宣称为该起袭击负责的塔利班叛乱分子”。

## 隊伍與結構

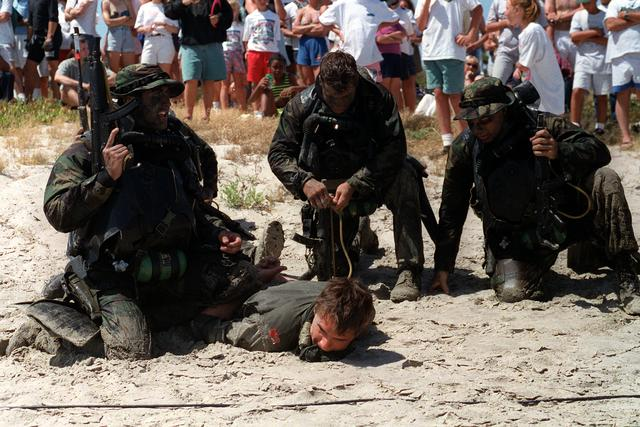
三棲特戰隊示範逮捕俘虜

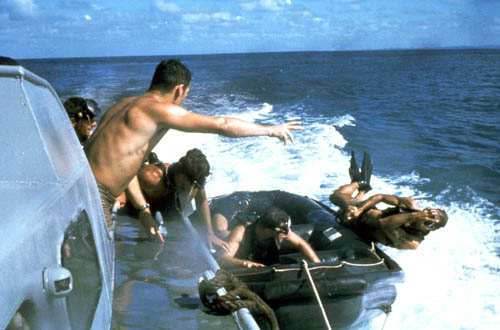
UDT準備從小艇跳躍

一個三棲特戰隊當中包含3個40人的工作單位，而每個工作單位包含一個總部，一個總部又由一個工作單位中校（O-5）、一個工作單位士官長（E-8）、一個策劃目標／行動軍官（O-2/3）以及一個目標／行動三級士官長或是上士（E-6/7），而在總部底下又有兩排各16人的部隊（包括兩名軍官、14名士官，有時會有兩名EOD士官而變成18人）以及一個支援人員。每個工作單位在作戰目的上可以輕易的分為4個小組或是8個4人火力小組，每個三棲特戰隊與工作單位以及支援人員的規模相當接近，大約300名人員。每個一排16人的士兵中，包含一名排長（OIC，Officer in Charge，通常是O-3）、一名副排長（AOIC，Assistant Officer in Charge，通常是O-2）、一名士官長（E-7）、一名上士（LPO，Leading Petty Officer，E-6），剩餘的人範圍約從E-6至E-4（上士至下士）。而偶爾也會有3O的人員，這3O意指首次操刀部署的少尉（O-1），所以有時一排就由3名士官以及13名士兵組成。
一個工作單位的核心包括狙擊手、破壞者、溝通者、航海工程師、醫護兵、密接支援、領航員、主要載具駕駛、重型武器操作兵、機密地點開發人、空中作戰士官、攀爬領導人、導航駕駛、審訊人員、爆裂物處理人員、技術監督、進階特殊作戰。
至2006年為止，有八支三棲特戰隊認證隊伍，原本的三棲特戰隊分為位於西海岸的海豹第一隊伍，以及位於東海岸的海豹第二隊伍，而目前現役的三棲特戰隊則是分為8支分隊，包括第1、2、3、4、5、7、8、10隊伍，這些分隊部署為海軍特戰分遣艦隊，每一支分隊都可以任意在世界各地部署，每支分隊都由一名海軍中校（O-5）下令，每個隊伍還有一些三棲特戰隊作戰排以及一個總部。1987年，三棲特戰隊第六分隊正式命名為「美國海軍特種作戰開發組 」（DEVGRU），但是還是有許多人稱呼為三棲特戰六分隊，三棲特戰第2、4、8、10分隊駐紮於維吉尼亞州維吉尼亞海灘上的Little Creek海軍兩棲基地。
美東時間2011年5月1日，基地組織領導人賓拉登於美國所發動的斬首行動中，在巴基斯坦遭美國海軍特種作戰開發組襲擊死亡。

## 訓練

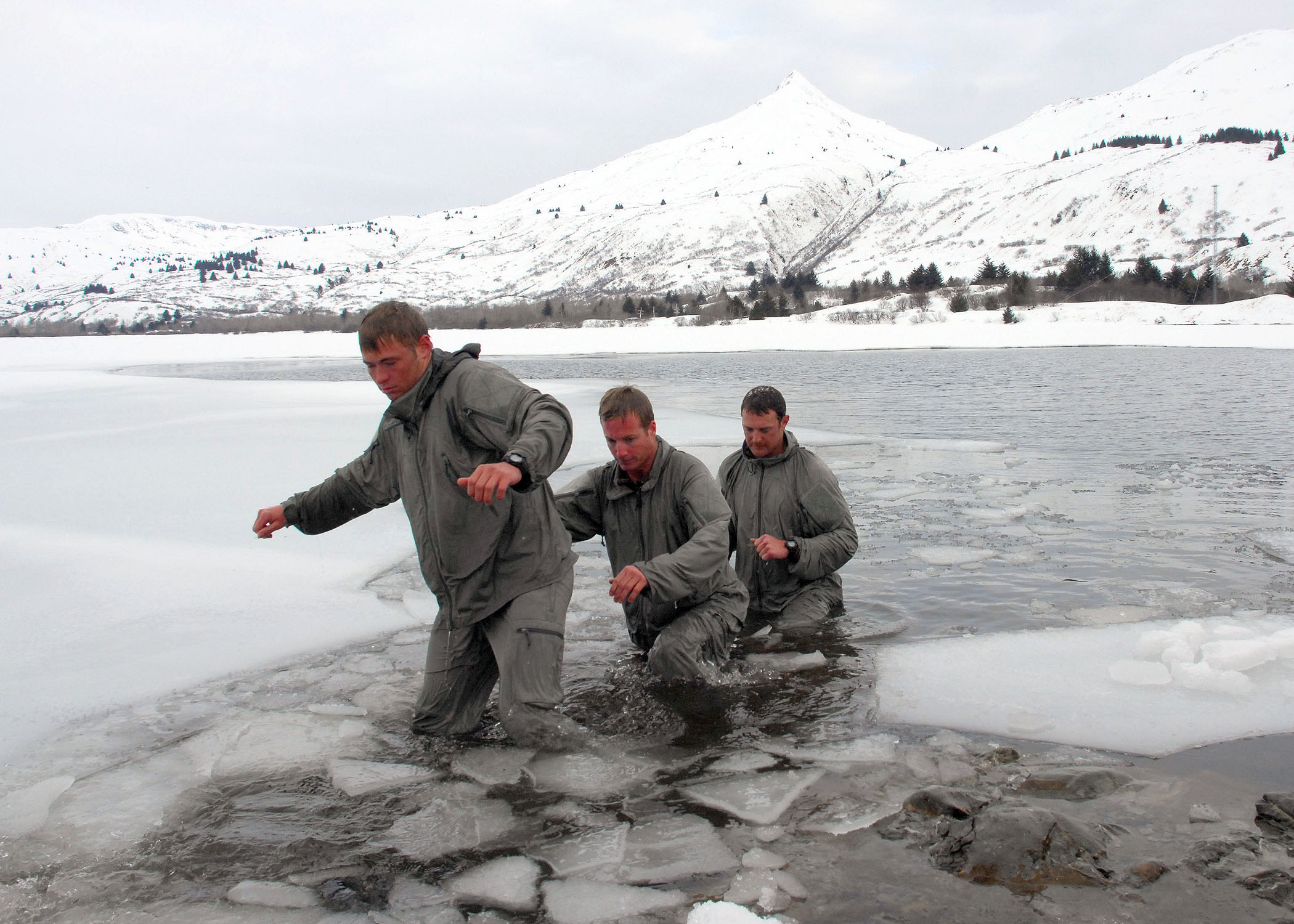
三棲特戰隊資格訓練中的雪地訓練

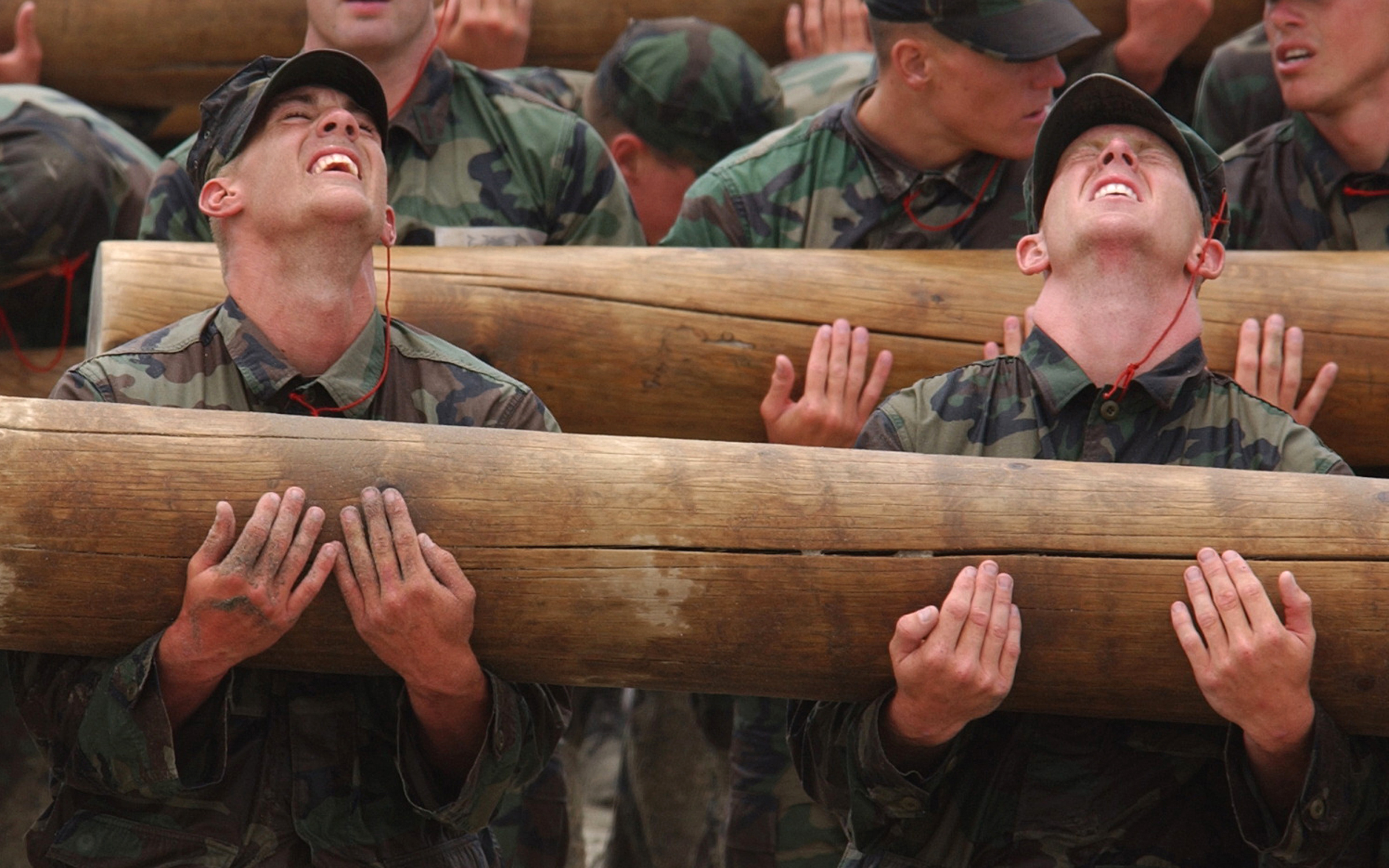
基本水中爆破訓練中一項稱為「段木體能訓練」（log physical training）

要進入三棲特戰隊的訓練是自願性的，每個人都可以自願訓練，而且不論軍官、士官或是入伍士兵都是一同訓練，但是進入三棲特戰隊的訓練前，一定要有下列的必備條件：
- 為美國海軍現役成員
- 年齡在28歲或以下（29歲—30歲要求免責聲明書）
- 為美國公民或歸化入籍人士
- 通過ASVAB測試（軍事職業能力傾向成套測驗，文化考試）
- 擁有未矯正的視力，一眼不得低於20/40，另一眼不得低於20/70，若是配戴隱形眼鏡或著一般眼鏡須至少20/20（矯正手術PRK也是有可能），至於色盲人士必須簽下免责书。

要進行訓練階段者，先得通過體能甄別試(Physical Screening Test，PST)訓練，以下是最低限度：
- 500碼的游泳，使用蛙泳或是側泳於12分30秒內完成。
- 2分鐘內至少做42下伏地挺身。
- 2分鐘內至少做50下仰臥起坐。
- 至少做6下引體向上（懸掛，不限時）。
- 11分鐘內跑至少1.5英里（約2.4公里），穿著運動鞋以及短褲。
- 成員雙眼視力不得低於20/20。視力可矯正至20/20，三棲特戰隊備選者須接受射屈光角膜切除術（Photorefractive Keratectomy，PRK）或雷射層狀角膜切除術（Laser-assisted in Situ Keratomileusis，LASIK）以矯正視力。[5]。

以上是進入BUD/s的必備條件，不過身為一個受期待的受訓者，必須遠遠超出上述的條件，以下是中等標準：
- 20分鐘內1,000碼的長泳，使用腳蹼。
- 2分鐘內70下伏地挺身。
- 2分鐘內60下仰臥起坐。
- 10下引體向上（懸掛）。
- 31分鐘內跑4英里（約6.4公里），穿著靴子以及長褲。[6]

以下則是較具競爭性的項目：
- 500碼的長泳，使用蛙泳或是戰鬥側泳於7分鐘至8分半內完成。
- 2分鐘內100下伏地挺身。
- 2分鐘內100下仰臥起坐。
- 15-20下引體向上（懸掛）。
- 8分半至10分钟內跑1.5英里（約2.4公里），穿著靴子以及長褲。[5]。

三棲特戰隊的入伍訓練有以下的項目，訓練時間長達48週（或11個月）：
- 25週的「基本水中爆破訓練」（Basic Underwater Demolition/SEAL，BUD/s），地點位於加州聖地牙哥的科罗拉多海軍特戰中心。
- 1週的靜態繩索跳躍訓練，接下來是3週的「軍隊自由落體資格訓練」(MFF Qualification Training)，地點位於加州Otay Mesa空軍技術作戰中心。
- 19週的「三棲資格訓練」（SEAL Qualification Training，SQT），地點為Coronado。

通過訓練後，受訓者即可成為三棲特戰隊正式隊員。

## 行動地區

### 沙漠
三棲特戰隊員必須準備在沙漠上應戰，尤其在美伊戰爭時期更顯重要。在沙漠作戰主要考驗三棲特戰隊員的身心理能力，在廣闊的沙漠當中為了適應環境，交通工具通常選擇悍馬車或是輕型沙漠巡邏車（DPV），不過在惡劣的沙漠當中要隱藏自己並且融入環境對於三棲特戰隊員來說是一件相當困難的事。而且身為一個三棲特戰隊員必須了解到在沙漠中水袋是必備的。

### 北極
在北極的訓練可以訓練許多配備的使用以及求生技巧，三棲特戰隊員必須鋪摺衣服、夜晚行動、睡在雪屋當中、配戴三種工具或著是拉雪橇來行動。三種工具當中的第一種工具是所謂的求生工具，包括信號工具、緊急乾糧、備用品、E&E包、地圖、指南針、手電筒，以及一種放置於手槍皮套的小型武器。第二種工具主要是配備，包括主要武器與彈藥、短期補給、手榴彈、水、煙霧彈、火炬或是其他各種工具。第三種工具則是放置在帆布背包的配備，包括睡袋、地面護墊、帳篷、長時間行動的糧食、瓦斯爐等炊具、乾襪、水罐等。而某些登山配備也會被放置在第三種工具中，每個隊員也會攜帶個人的冰斧和雪鞋。其他北極時的任務包括在極冰水中潛水、騎駛雪車、滑雪等。

### 森林／叢林

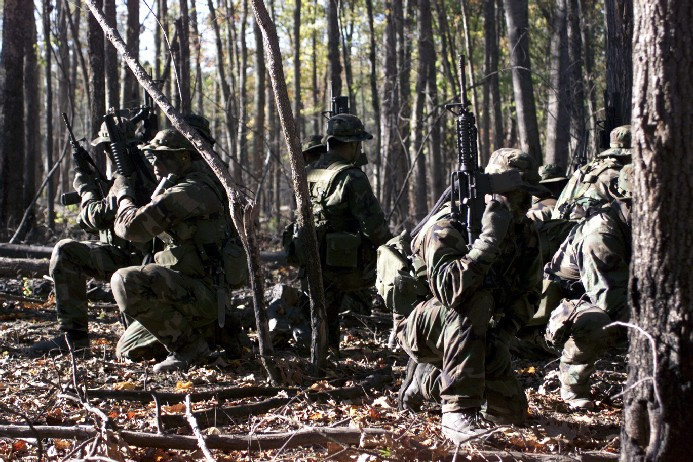
三棲特戰隊於樹林中進行任務

三棲特戰隊隊員難以演習其在森林及叢林中的行动，因此偵查兵一般都會花比較多的時間进行侦查工作。基本上隊員們都會習慣配備一把大砍刀，必須盡速將長葉子砍除，另外也會配備一把霰彈槍以進行近距離交鋒。

### 山地／攀爬
一個三棲特戰隊的隊員在帆布背包內會攜帶三種工具，一般工具包括繩索、登山用鐵鎖，不過小組會分散這些東西以避免重量過於集中在某一隊員身上。每個隊員也會攜帶坐式吊帶，在小組領導或是尖端的人，通常是經驗豐富的攀爬者，這種人會先爬上樹並且設置路線，當爬上頂端時會使用頂繩固定住並且將剩餘的拋到樹下的隊友，而且會在隊友爬上時進行掩護，這工具通常會Jumar一起搬運。而這危險的任務通常是必須要快而且隱密，領導的隊員必須仰賴他的體力以及他攀爬的經驗在黑暗中找尋最佳的路線。

### 海洋
對於三棲特戰隊的隊員來說，海洋是再好發揮不過的舞台。在海洋中，三棲特戰隊可以任意進出，並且在水中策動攻擊活動，這也是為什麼三棲特戰隊會在其他的特種部隊中容易被識別的原因。而且三棲特戰隊也擁有多種配備以及水中工具以策動水中任務。

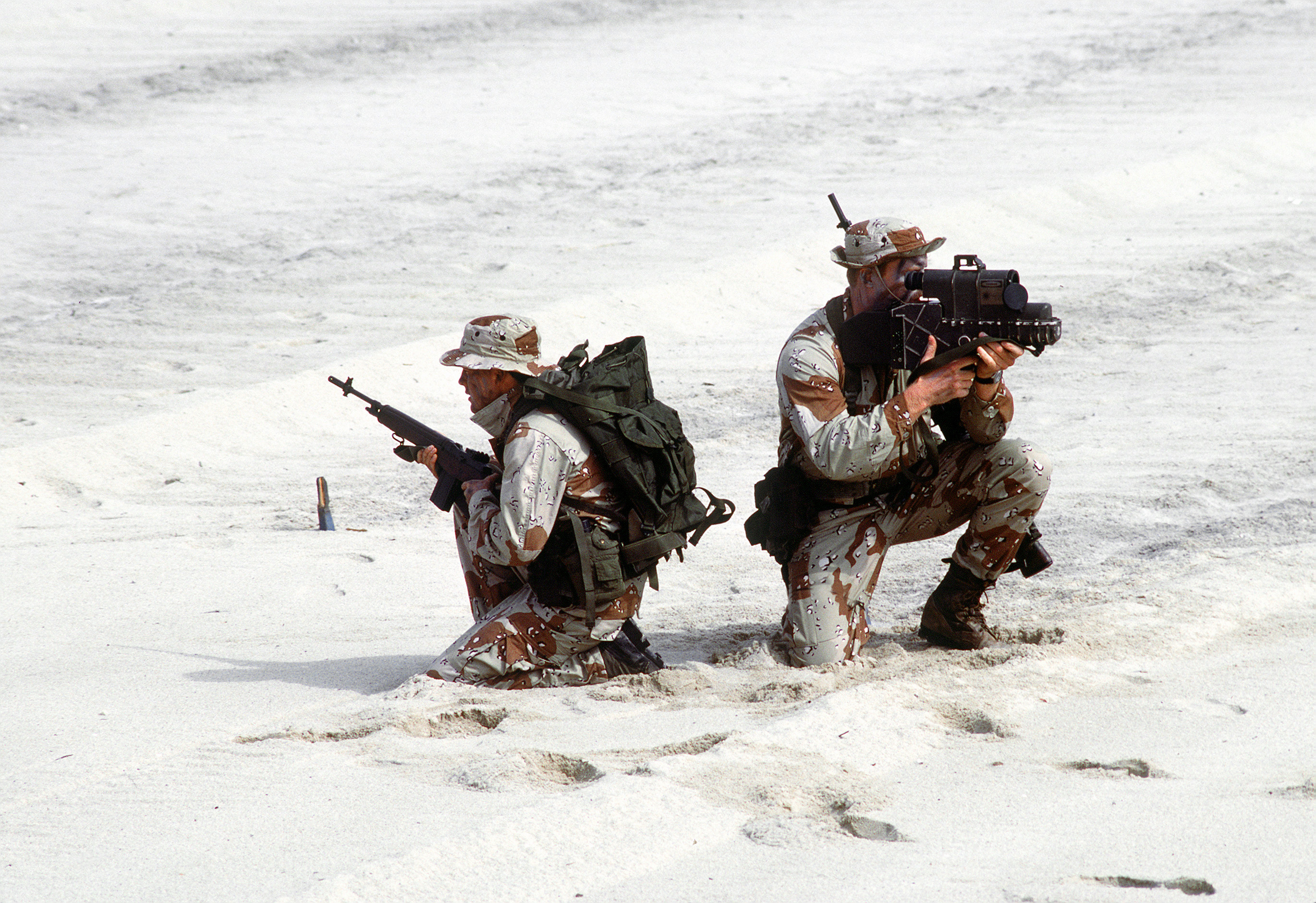
三棲特戰隊兩名隊員

### 天空
三棲特戰隊會以許多形式從天空降落，例如使用靜態繩索、自由落體空降、從直升機上藉由繩索快速著陸、空中垂降，或是直接自直升機跳入海中，三棲特戰隊也會藉由空中運輸單位藉機著陸。

## 已知裝備

### 個人武器

#### 手槍
| 武器名稱       | 原產地 | 備註                                                                           | 參考資料 |  |
| -------------- | ------ | ------------------------------------------------------------------------------ | -------- |  |
| M1911A1        | 美国   | 已退役                                                                         | -        |  |
| Mk 22 Mod 0    | 美国   | 已退役                                                                         | -        |  |
| 儒格MK II      | 美国   | 已退役                                                                         | -        |  |
| SIG Sauer P226 | 德国   | 命名為Mk 25，在2010年代後期被克拉克19所取代                                    | -        |  |
| SIG Sauer P228 | 德国   | 命名為M11，在2010年代後期被克拉克19所取代                                      | -        |  |
| SIG Sauer P239 | 德国   | 打扮平民時使用                                                                 | [ 7 ]    |  |
| HK Mk 23 Mod 0 | 德国   | 由於體積太大被認為不適合用作配槍，故很少使用                                   | -        |  |
| 克拉克19       | 奥地利 | 用來替換P226，為目前的制式手槍，命名為Mk 27，分別有Mod 0、Mod 1及Mod 2三種型號 | -        |  |

#### 衝鋒槍
| 武器名稱          | 原產地 | 備註                                  | 參考資料 |
| ----------------- | ------ | ------------------------------------- | -------- |
| MAC M-10          | 美国   | 已退役                                | -        |
| 卡爾·古斯塔夫M/45 | 瑞典   | 已退役                                | -        |
| HK MP5            | 德国   | 採用型號包括MP5A3、MP5SD、MP5-N及MP5K | [ 8 ]    |
| HK UMP            | 德国   | 有限採用.40和.45口徑型                | -        |

#### 突擊步槍／戰鬥步槍
| 武器名稱   | 原產地                | 備註                                                             | 參考資料 |  |
| CAR-15系列 | 美国                  | 已退役                                                           | -        |  |
| M16A1      | 美国                  | 曾作為精確射手步槍使用，現已退役                                 | -        |  |
| M4A1       | 美国                  | 現時的主力步槍，安裝SOPMOD Block II套件或URG-I套件               | [ 8 ]    |  |
| CQBR       | 美国                  | 命名為“Mk 18 Mod 0”及“Mk 18 Mod 1”                               | -        |  |
| HK33       | 德国                  | 越戰期間使用，已退役                                             | -        |  |
| SIG SG 552 | 瑞士                  | 狀況不明                                                         | -        |  |
| FN SCAR    | 比利时                | 採用型號包括Mk 16 Mod 0（SCAR L；已退役）及Mk 17 Mod 0（SCAR H） | -        |  |
| AK系列     | 苏联 · 中华人民共和国 | 包括中國製56式自動步槍，主要用於訓練及隱蔽行動                   | [ 8 ]    |  |
| M14        | 美国                  | 已退役                                                           | -        |  |
| Mk 14 EBR  | 美国                  | 採用型號為Mk 14 Mod 0及Mk 14 Mod 1，主要作精確射手步槍使用       | [ 8 ]    |  |

#### 狙擊步槍
| 武器名稱        | 原產地 | 備註 | 參考資料 |
| --------------- | ------ | --- | -------- |
| M91A1           | 美国   | - | [ 9 ]    |
| Mk 13           | 美国   | 擁有Mod 0到Mod 5各種型號。其中最主要差異為槍托，Mod 5以前都使用麥克米蘭所生產的槍托，Mod 5則改採用精密國際所製造的槍托，其中Mod 1則是將槍管車削出用於安裝Mk 11 Mod 0的快拆消音管，剩餘版本為小改進以及左右手版本差異 | [ 10 ]   |
| 麥克米蘭TAC-338 | 美国   | 著名的海豹狙擊手克里斯·凱爾就是使用該槍 | [ 11 ]   |
| Mk 22 ASR       | 美国   | 用於取代Mk 13 Mod 5 | -        |
| M25 SWS         | 美国   | 已退役 | -        |
| 海豹偵察步槍    | 美国   | 任何槍都有可能成為Recce，其早期主要特徵為使用NF NXS 1-4或者是2.5-10最為主要瞄準具，普遍用於彌補突擊步槍以及精準步槍中間的空隙                                                                                        | -        |
| Mk 12 SPR       | 美国   | 已退役 | -        |
| Mk 11 Mod 0     | 美国   | 已退役 | -        |
| Mk 20 SSR       | 比利时 | - | -        |
| Geissele MRGG   | 美国   | - | -        |
| 麥克米蘭TAC-50  | 美国   | 命名為“Mk 15 Mod 0” | [ 12 ]   |

#### 輕機槍／通用機槍
| 武器名稱 | 原產地 | 備註                                 | 參考資料 |
| -------- | ------ | ------------------------------------ | -------- |
| 斯通納63 | 美国   | 越戰期間使用，已退役                 | -        |
| Mk 46    | 美国   | 採用型號包括Mk 46 Mod 0和Mk 46 Mod 1 | [ 8 ]    |
| M60E4    | 美国   | 採用型號包括Mk 43 Mod 0和Mk 43 Mod 1 | [ 8 ]    |
| Mk 48    | 美国   | -                                    |          |

#### 霰彈槍
| 武器名稱  | 原產地 | 備註                   | 參考資料 |
| --------- | ------ | ---------------------- | -------- |
| 雷明登870 | 美国   | 為短管型，主要用作破門 | [ 13 ]   |
| M1014     | 義大利 | -                      | -        |

#### 榴彈發射器
| 武器名稱 | 原產地 | 備註                                   | 參考資料 |
| -------- | ------ | -------------------------------------- | -------- |
| M79      | 美国   | 現時使用短管削短型                     | [ 8 ]    |
| M203     | 美国   | 下掛於M4A1護木下，正被M320取代         | [ 8 ]    |
| M320     | 美国   | 能夠下掛於多款突擊步槍護木下或單獨使用 | -        |
| Mk 13    | 比利时 | 能夠下掛於多款突擊步槍護木下或單獨使用 | -        |

#### 反裝甲武器
| 武器名稱        | 原產地 | 備註                   | 參考資料 |
| --------------- | ------ | ---------------------- | -------- |
| M72 LAW         | 美国   | 用完即棄               | -        |
| AT4             | 瑞典   | 命名為“M136”；用完即棄 | [ 8 ]    |
| M3 MAAWS        | 瑞典   | -                      | -        |
| FGM-148標槍飛彈 | 美国   | 自主導引，用完即棄     | -        |

#### 手榴彈
| 武器名稱 | 原產地 | 備註       | 參考資料 |
| -------- | ------ | ---------- | -------- |
| M67      | 美国   | 破片手榴彈 | -        |
| M84      | 美国   | 震撼彈     | -        |
| M83      | 美国   | 煙霧彈     | -        |
| AN/M14   | 美国   | 引燃手榴彈 | -        |

#### 地雷
| 武器名稱      | 原產地 | 備註 | 參考資料 |
| ------------- | ------ | ---- | -------- |
| M18A1闊刀地雷 | 美国   | -    | -        |

### 個人裝備
- 作戰服
  -  叢林虎紋迷彩（英语：Tiger stripe camouflage）服（主要在越戰時期使用）
  -  M81林地迷彩服（英语：U.S. Woodland）（已退役）
  -  CWU 27/P工作服（90年代—21世紀初使用，主要用於登船行動或近身距離作戰）
  -  沙漠迷彩制服（英语：Desert Camouflage Uniform）（已退役）
  -  陸軍作戰服（UCP樣式）（反恐戰爭初期和伊拉克戰爭期間與陸軍部隊聯合行動時使用）
  -  海軍工作服2型、3型（英语：Navy Working Uniform）
  -  Crye Precision NC（Navy Custom）、NC2.0、G3作戰服（Multicam、AOR-1、AOR-2迷彩）
- 戰術頭盔
  -  Pro-Tec Classic Full Cut（90年代—21世紀初使用）
  -  MICH-2000（已退役）
  -  MICH-2001（已退役）
  -  MICH-2002（已退役）
  -  Crye Precision Airframe Helmet（已退役）
  -  Ops-Core FAST Maritime、Bump（Multicam、AOR-1、AOR-2迷彩塗裝）
  -  Ops-Core LBH（AOR-1、AOR-2迷彩塗裝）
  -  Ops-Core FTHS（Multicam迷彩塗裝）
- 攜板背心
  -  低視度背心（已退役）
  -  LBT-6094（已退役）
  -  Eagle MMAC／MMAC-R（AOR-1迷彩樣式）（已退役）
  -  Crye Precision AVS Swimmer Cut（Multicam、AOR-1迷彩樣式）
  -  Crye Precision NCPC
  -  Crye Precision JPC／JPC2.0 Swimmer Cut／JPC2.0 Maritime／NJPC（Multicam、AOR-1、AOR-2迷彩樣式）
  -  Ferro Concepts FCPC V5（Multicam、AOR-1迷彩樣式）
  -  Ferro Concepts FCSK（Multicam、AOR-1迷彩樣式）
  -  Eagle industries MMACR-2019（Multicam迷彩樣式）
- 抗噪耳機
  -  3M Peltor Comtac III／V
  -  MSA Sordin
- 夜視儀
  -  AN/PVS-5（英语：AN/PVS-5）（已退役）
  -  AN/PVS-15
  -  AN/PVS-31
- 戰術槍套
  -  Safariland 6004（供SIG P226及SIG P228使用；已退役）
  -  Safariland 6354DO（Multicam塗裝，供克拉克19使用）
- 戰鬥刀
- 潛水器材
- 無線電
  -  AN/PRC-152（英语：AN/PRC-152）
  -  AN/PRC-163（英语：AN/PRC-163）

## 著名三棲特戰隊隊員
- 羅伊·保漢（Roy Boehm）：三棲特戰隊第二小隊的第一任指揮官，被全體三棲特戰隊隊員尊為教父。
- 迪克·考契（Dick Couch）：越戰後備軍人，1969年BUD/s第45班。
- 史考特·海文斯頓（Scott Helvenston）：三棲特戰隊歷史上最年輕完成BUD/s訓練的隊員，不過在2004年於伊拉克殉職。
- 漢瑞·漢費瑞斯（Harry Humphries）：好萊塢演員。
- 理查德·馬辛克（Richard Marcinko）：美国海军特种作战开发组創辦人。
- 艾瑞克·普林斯（Erik Prince）：美國黑水創辦人。
- 西奧多·羅斯福四世（Theodore Roosevelt IV）：美國總統西奧多·羅斯福的曾孫，BUD/s第36班。
- 麥可·穆肅（Michael A. Monsoor）：在2006年的伊拉克戰爭中因撲向手榴彈犧牲自己拯救其他三名隊員而殉職，而被追贈榮譽勳章的海豹部隊隊員。為了表彰，美國海軍特別用他的名字替最新建造的朱姆沃爾特級驅逐艦之二號艦命名。
- 道格拉斯·“邁克”·戴（Douglas "Mike" Day）：在2007年4月的伊拉克戰爭中因遭到數名武裝分子的AK-47突擊步槍掃射，身中27槍，手中的步槍被打飛。從重傷中甦醒後，趁武裝分子與屋外的友軍交戰之機，使用手槍擊斃4名武裝分子。然後靠自己走到來接他的直升機上。在緊急治療後神奇地存活下來。後獲銀星勳章。
- 克里斯·凱爾（Chris Kyle）：美軍射殺人數最多（官方記錄160人、個人宣稱255人）的狙擊手，2013年遭退役同袍枪杀身亡。其事件被改编成电影《美国狙击手》。
- 邁克爾·墨菲（Lt. Michael Patrick Murphy）：2005年6月27日，墨菲與丹尼·迪茨（Danny Dietz）中士、馬修·阿克塞爾森（Matthew Axelson）中士和馬庫斯·勒特雷爾上士，於阿富汗參與紅翼行動，為了聯繫支援部隊，墨菲將自己暴露在了敵方的射程內，以便得到足夠清晰的信號來聯繫後方。在此期間，他成功地向後方報告了自己的位置，然而自己也中槍。中槍後他堅持戰鬥，直到因槍傷而殉職。他也因此成了第一位獲得美國軍隊最高軍事榮譽——榮譽勳章的三棲特戰隊隊員，同時也是越南戰爭之後第一個獲此殊榮的美國海軍戰士。他還獲得過銀星勳章和紫心勳章等11項軍事榮譽，以及數項學術榮譽。英勇事蹟被改編為電影紅翼行動。美軍的一艘阿利·伯克級驅逐艦也以邁克爾·墨菲命名。
- 馬庫斯·勒特雷爾（Marcus Luttrell）：2005年6月27日，馬庫斯與邁克爾·墨菲上尉、丹尼·迪茨（Danny Dietz）中士、馬修·阿克塞爾森（Matthew Axelson）中士，於阿富汗參與紅翼行動（英语：Operation Red Wings），遭塔利班民兵圍攻，四名小隊成員只有馬庫斯存活，另外三人犧牲。馬庫斯後獲頒海軍十字勳章及紫心勳章，並把親身經歷寫成《孤獨餘生：紅翼行動目擊者主述與海豹部隊第10小隊的陣亡英雄們》（Lone Survivor: The Eyewitness Account of Operation Redwing and the Lost Heroes of SEAL Team 10）一書，在2007年出版，並在2013年被改編成電影《紅翼行動》。
- 大衛．哥金斯（David Goggins):著名書籍《我，刀槍不入》的作者

## 流行文化
电影
- 《魔鬼女大兵》
- 《海豹六隊：突襲奧薩馬本拉登（英语：Seal Team Six: The Raid on Osama Bin Laden）》（第六小隊）
- 《00:30凌晨密令》（第六小隊）
- 《怒海劫》（第六小隊）
- 《美國狙擊手》
- 《自殺突擊隊》
- 《戰役》

電視劇
- 《海豹六隊（英语：Six (TV series)）》（第六小隊）
- 《海豹突擊隊》（第六小隊）

動畫
- 《軍火女王》（為虛構的第九小隊）
- 《名偵探柯南：異次元的狙擊手》

电子游戏
- 「Westwood」公司的戰略遊戲及
- （第十小隊）
- 《絕對武力》、《絕對武力：一觸即發》、《絕對武力：次世代》、（第六小隊）
- 《絕對武力Online》、《絕對武力2Online》（第六小隊）
- 《榮譽勳章》（第六小隊）
- （第六小隊）
- （第六小隊）

## 爭議
以女穆斯林頭像當作戰靶
2012年7月，位於美國維珍尼亞海灘，專門給予三棲特戰隊使用的市訓練靶場被人發現使用女穆斯林頭像作為戰標，美國伊斯蘭關係委員會（Council on American–Islamic Relations）提出抗議，並且要求五角大樓撤除這類戰靶。在抗議後幾小時，美國海軍宣佈撤除這類型引發爭議的戰靶圖像。

## 外部連結
- （英文） 美國海軍三棲特戰隊官方網站 （页面存档备份，存于）
- （英文） 美國海軍特戰司令部官方網站